# Museu de Arte Sacra Nossa Senhora do Rosário
O Museu de Arte Sacra Nossa Senhora do Rosário (MASB) é um museu brasileiro de arte sacra na cidade de Bragança, Pará. Foi inagurado em 8 de novembro de 2007 pela Diocese de Bragança do Pará.

## Histórico
Datam da década de 1980 as primeiras iniciativas para a criação de um museu de arte sacra no município de Bragança, visando preservar o rico acervo sacro pertencente às paróquias da diocese. O projeto foi iniciado por Dom Miguel Maria Giambelli, primeiro bispo da Diocese de Bragança, e concluído por seu sucessor, Dom Luís Ferrando, outro apaixonado por arte sacra.

## Acervo
O museu abriga imagens produzidas nos séculos XVII, XVIII e XIX, paramentos e objetos usados na liturgia. Um dos destaques do acervo são as "imagens de roca" (e de vestir) entalhadas em madeira, uma das principais coleções existentes no país. As imagens de vestir não tinham acabamento finalizado, pois eram vestidas como manequins, para ilustrar passagens bíblicas durante a catequese. Já as imagens de roca, por serem mais leves, eram utilizadas em procissões.

## Visitação
O museu funciona de terça a sábado, variando o período de funcionamento:
- Terça à sexta-feira: das 9h às 12h e das 16h às 19h
- Sábado: 16h às 19h

Os horários podem sofrer alterações em virtude de feriados.